# 石头、剪子、布、蜥蜴、史波克

石头、剪子、布、蜥蜴、史波克之间输赢关系的图示。

一张展示石头、剪子、布、蜥蜴、史波克手势的图片，由上顺时针方向分别为：剪子、布、石头、蜥蜴、史波克。

石头、剪子、布、蜥蜴、史波克（英語：Rock-paper-scissors-lizard-Spock）是一种由石头、剪子、布延伸出来的博弈论猜拳游戏，游戏的发明者是山姆和卡伦，与石头、剪子、布不同的是，“石头、剪子、布、蜥蜴、史波克”在石头、剪子、布的基础上增加了两种手势，分别为动物蜥蜴和星际旅行的主要人物史波克。石头、剪子、布的手势和通俗猜拳游戏基本一致，蜥蜴的手势为一个蜥蜴面部的手势，而史波克的手势则为著名的瓦肯举手礼。这个新式的猜拳游戏减少了原石头、剪子、布游戏和局的几率。

## 发明
游戏的发明者之一山姆称两个熟识的人玩普通的石头、剪子、布游戏有75%至80%的几率两人出一样的手势，即为和局。他和卡伦希望能减少这种几率，便增加了蜥蜴和史波克这两种手势。

## 杂志和电视剧
石头、剪子、布、蜥蜴、史波克曾在2005年时代周刊的一篇文章中被提及过；也曾在2008年美国电视剧生活大爆炸第二季的第八集中提到过。在这一集中，谢尔顿·库珀和拉杰什·库斯拉帕里为了看深空九号还是土星三号引起了争执，这时伦纳德·霍夫斯塔特提议折中看巴比伦5号，为了解决究竟看哪个电视节目的争议，谢尔顿便向他的朋友们介绍了这种猜拳游戏，但由于谢尔顿和拉杰什都钟爱于史波克，他们的游戏依旧是平局。

## 规则
比起石頭、剪刀、布的六種局面（含和局），新加入蜥蜴、史波克後，有多達十五種新局面（也有和局）。
- 剪刀切斷布；
- 布包住石头；
- 石头砸死蜥蜴；
- 蜥蜴毒死史波克；
- 史波克踩碎剪刀；
- 剪刀斬首蜥蜴；
- 蜥蜴吃掉布；
- 布（纸，英语中与论文同词）证明史波克不存在；
- 史波克融化石头；
- 石头敲坏剪刀。

這遊戲跟（12345）遊戲是同構的，5贏4、3；4贏3、2；3贏2、1；2贏1、5；1贏5、4，就相當於：
5=布
4=史波克
3=石頭
2=剪刀
1=蜥蜴